# Alaxai József (labdarúgó)
Alaxai József (Gyöngyös, 1940. október 25. – Eger, 2012. október 29.) magyar labdarúgó, csatár, hátvéd.

## Pályafutása
Gyöngyösön kezdte a labdarúgást. 16 évesen már az NB III-as Gyöngyösi Építők csapatában is bemutatkozott. Az 1959–60-as idényre a Diósgyőri VTK csapatához került. Itt az NB I-es tartalékbajnokságban szerepelt. Majd ismét Gyöngyösön játszott. Sorkatonai szolgálatát Egerben töltötte. Rövid gyöngyösi visszatérés után a Debreceni VSC igazolta le. Az élvonalban 1963. augusztus 10-én mutatkozott be a Csepel ellen, ahol csapata 2–1-es vereséget szenvedett. 1963 novemberében Baróti Lajos szövetségi kapitány meghívta az NDK ellen készülő keretbe, de bemutatkozása elmaradt a nemzeti tizenegyben. Két idény után, 1965-ben az Egri Dózsához szerződött. Az aktív sportolást 1968 őszén fejezte be.